# Amnesteophis melanauchen
Amnesteophis melanauchen är en ormart som beskrevs av Jan 1863. Amnesteophis melanauchen är ensam i släktet Amnesteophis som ingår i familjen snokar. Släktet tillhör underfamiljen Dipsadinae som ibland listas som familj.
Inga underarter finns listade i Catalogue of Life.
Det enda kända exemplaret (holotyp) var lite kortare än 50 centimeter. Det hittades enligt personen som skickade individen till zoologen Giorgio Jan i delstaten Bahia i Brasilien. Senare antogs att fyndplatsens beskrivning var felaktig. Enligt de omstridda beskrivningarna hittades ormen i en skog. På grund av artens morfologi antas att honor lägger ägg.
En studie från 2011 antog att Bahia kan syfta på hamnstaden Salvador varifrån exemplaret troligen skickades till Europa. Fyndplatsen kan ligga i en 800 km stor radie kring staden.
IUCN listar arten med kunskapsbrist (DD).